# سید غضبان فاضلی
سیدغضبان‌فاضلی، روستایی از توابع بخش مرکزی شهرستان اهواز در استان خوزستان ایران است.

## جمعیت
این روستا در دهستان الهایی قرار دارد و بر اساس سرشماری مرکز آمار ایران در سال ۱۳۹۵، جمعیت آن ۱۰۶ نفر (۲۷ خانوار) بوده‌است.